# Джон Гопнер
Джон Гопнер ( англ. John Hoppner; 4 квітня 1758, Лондон  — 23 січня, 1810) — британський художник другої половини 18 ст., переважно портретист.

## Життєпис
Джон Хопнер народився у лондонському районі Вайтчепел. Він походив з німецької родини, що мешкала в британській столиці. Мати хлопця працювала в королівському палаці Георга ІІІ. Хлопчик виявив здібності і король Георг ІІІ посприяв його влаштуванню у хор королівської каплиці. 

## Навчання в академії
1775 року художні здібності юнака переважили і він влаштувався у Королівську художню академію. 1778 року юнак отримав срібну медаль за малюнок з академічної моделі. Картина « Король Лір » за твором Шекспіра на престижну історичну тематику 1782 року принесла молодому художнику золоту медаль.

## Лондонський портретист
Але вперше Джон Хопнер брав участь в академічній виставці ще 1780 року з пейзажами. Зробив він проби і в міфологічному жанрі, серед його картин цього напрямку «Амур і Психея», «Сліпий Велізарій», «Венера», «Юпітер і Іо».
Пейзажі молодого художника погано купували і той звернувся до більш прибуткового у Лондоні портретного жанру. Молодий художник витримав конкуренцію навіть з Томасом Лоуренсом (1769—1830), бо вдало і своєчасно перейняв колористику авторитетного Джошуа Рейнольдса (1723—1792). Але і Рейнольдс, і Томас Лоуренс були більш винахідливими і різноманітними у власних композиціях, а психологічними характеристиками  портретів власної роботи Томас Лоуренс набагато перебільшував портрети Хопнера.

## Власний шлюб
Джон Хопнер одружився із Фібі Райт, що мала американське походження і була донькою американського скульптора-жінки Патієнс Райт, що виготовляла фігури з воску. В родині Хопнера було п'ятеро дітей.

## Вибрані твори
- « Автопортрет ». бл 1800
- « Венера заснула »

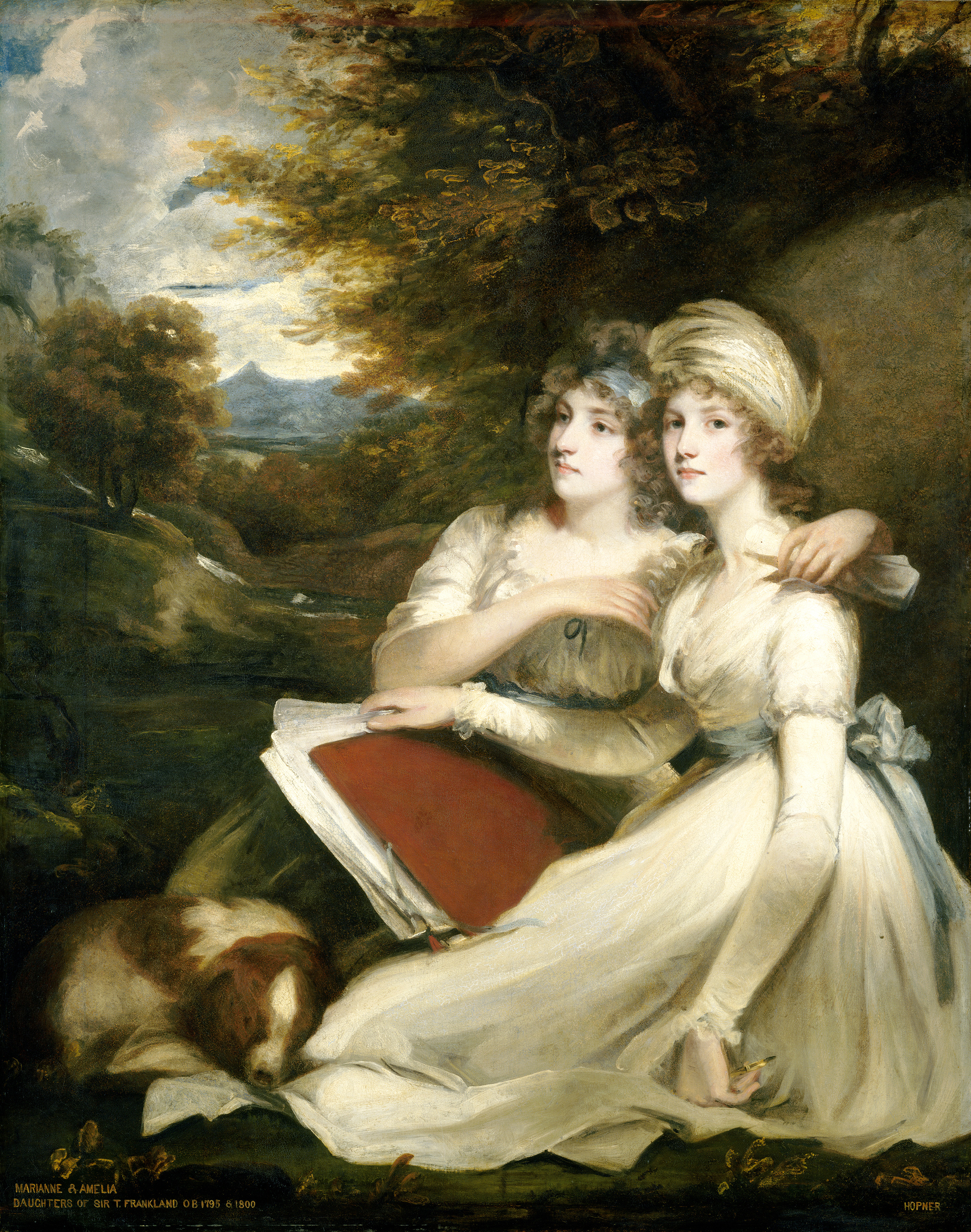
Сестри Франкленд, 1795, Національна галерея мистецтва, Вашингтон

- « Сліпий Велізарії, колишній полководець»
- « Юпітер і Іо »
- « Вакханка»
- « Амур і Психея »
- « Місіс Річард Брінслі Шерідан з сином »
- « Сір Ральф Еберкромбі »
- « Лорд Корнуелліс »
- « Дороті Джордан », 1791
- « Композитор Йозеф Гайдн », 1791
- « Діти родини Секвілл », 1796
- « Адам Дункан », адмірал
- « Сестри Франкленд », 1795
- « Томас Печем », 1799
- « Лорд Хьюг Сеймур », 1799
- «Арабелла Діана Коуп, княгиня Дорсет », кінець 18 ст.
- « Лорд Горацій Нельсон », бл. 1800
- « Матіас Хоффман »
- « Місс Мері Лінвуд », бл. 1800
- « Генрі Блеквуд », капітан, до 1806
- « Пітер Паркер », капітан, до 1810

## Обрані портрети, галерея

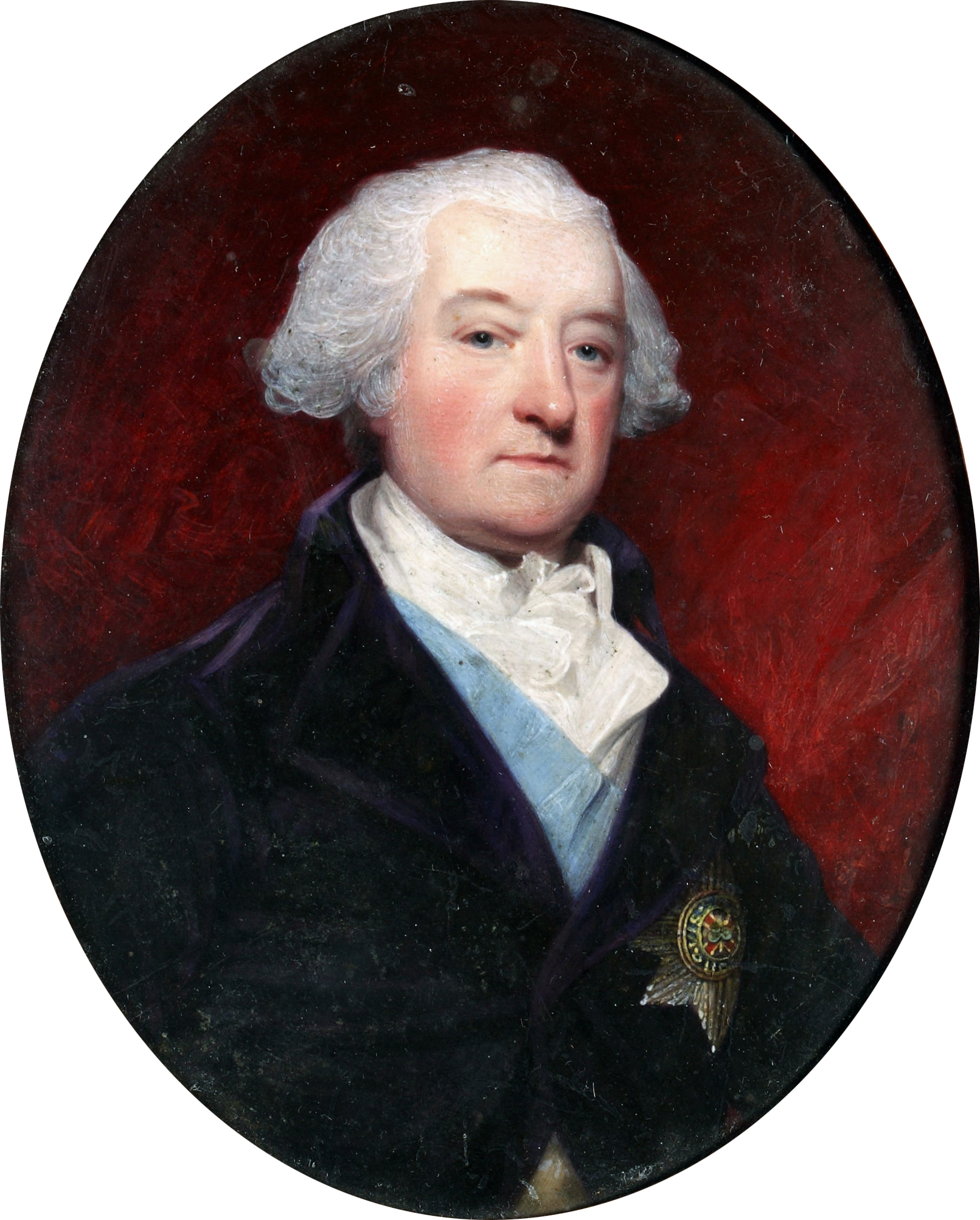
« Мюррей О'Брайян», 1-й маркіз Томонд, 5-й лорд Інчікен
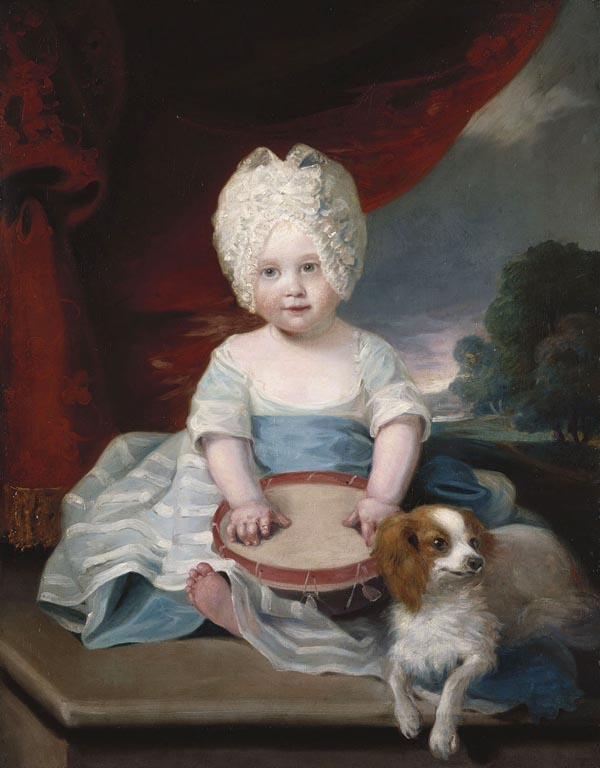
«Принцеса Амелія», 1785
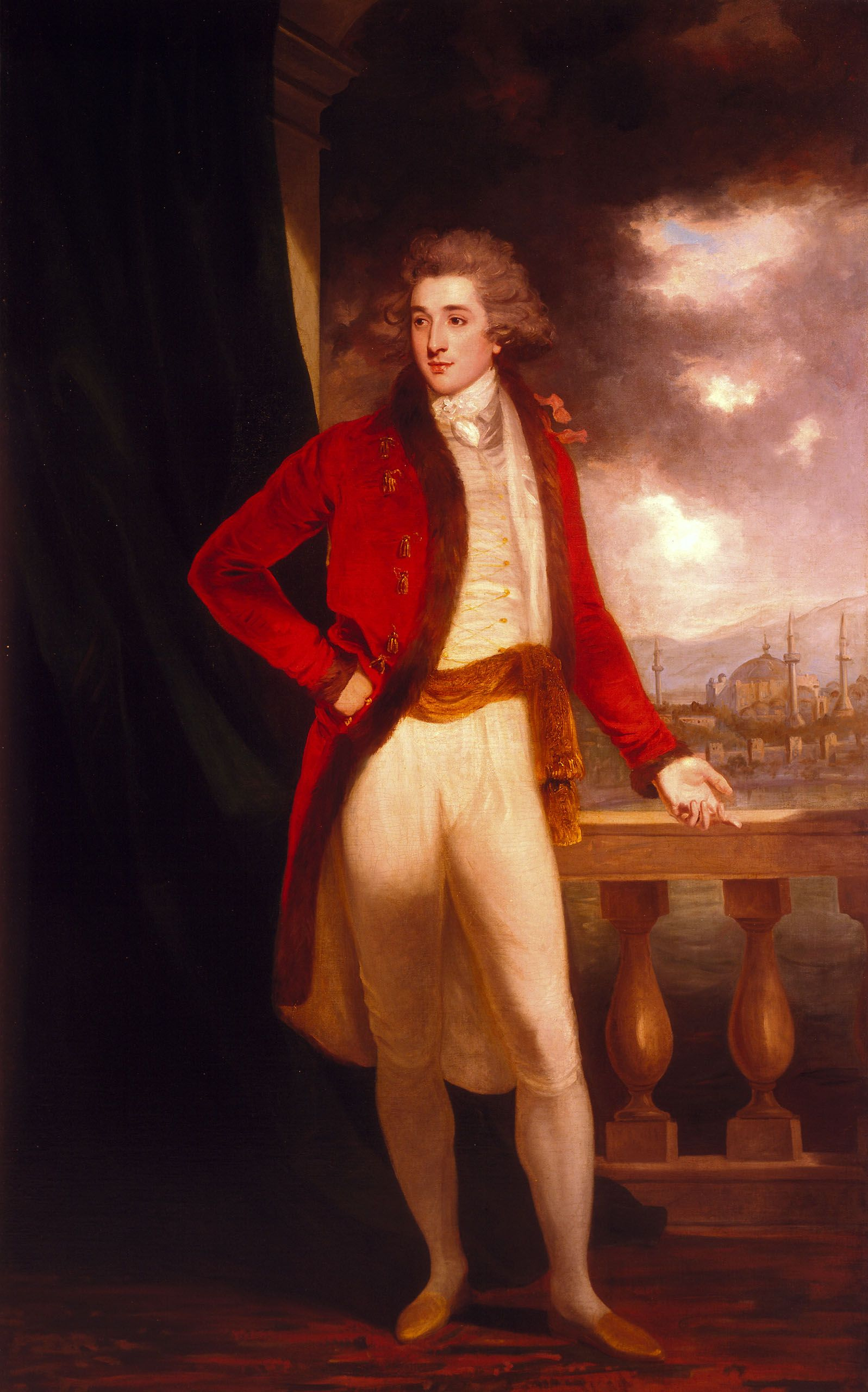
«Капітан Джон Портер на тлі Константинополя», 1789
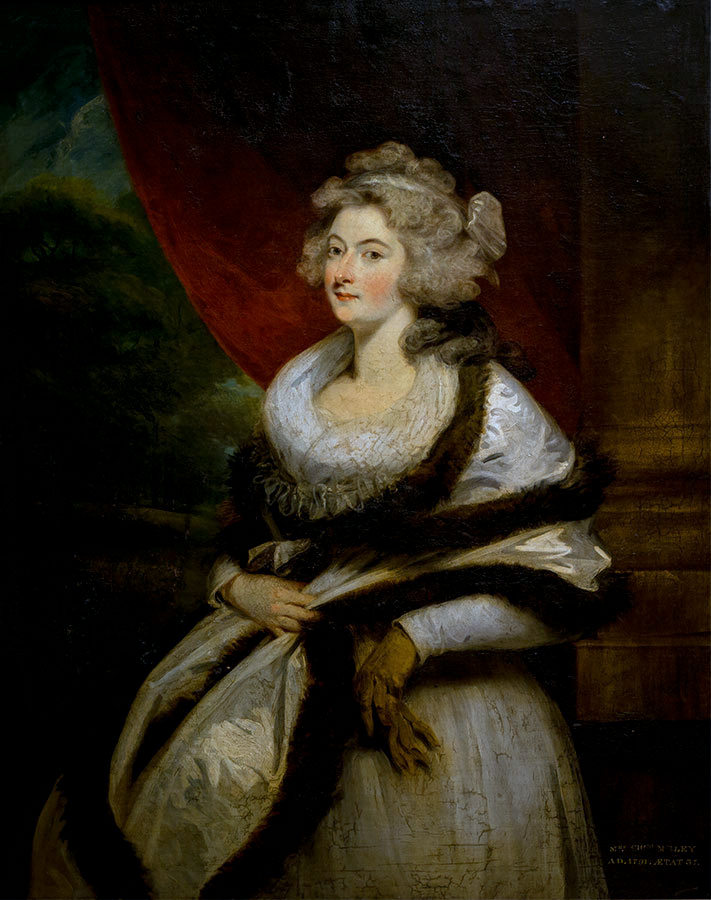
«Місіс Колмонделі», 1791
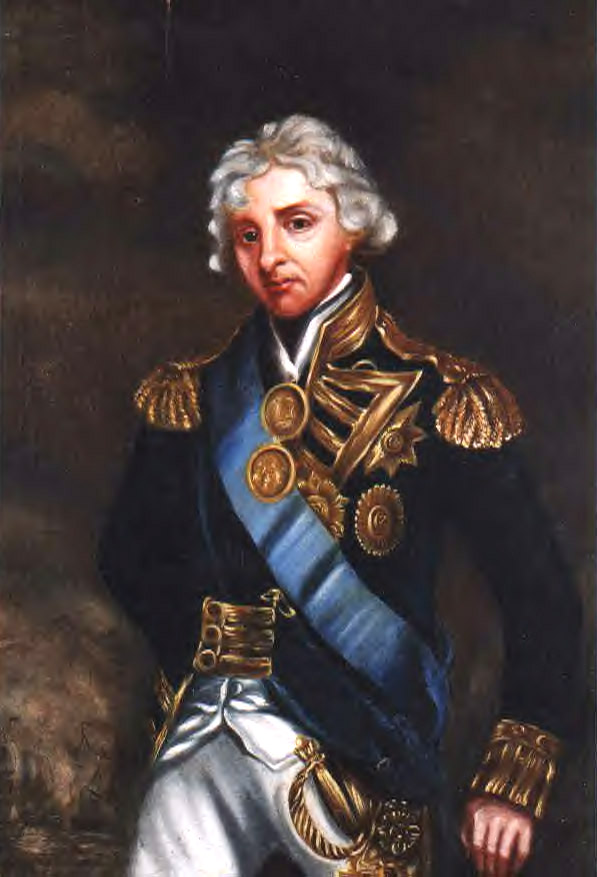
«Лорд Горацій Нельсон», бл. 1800
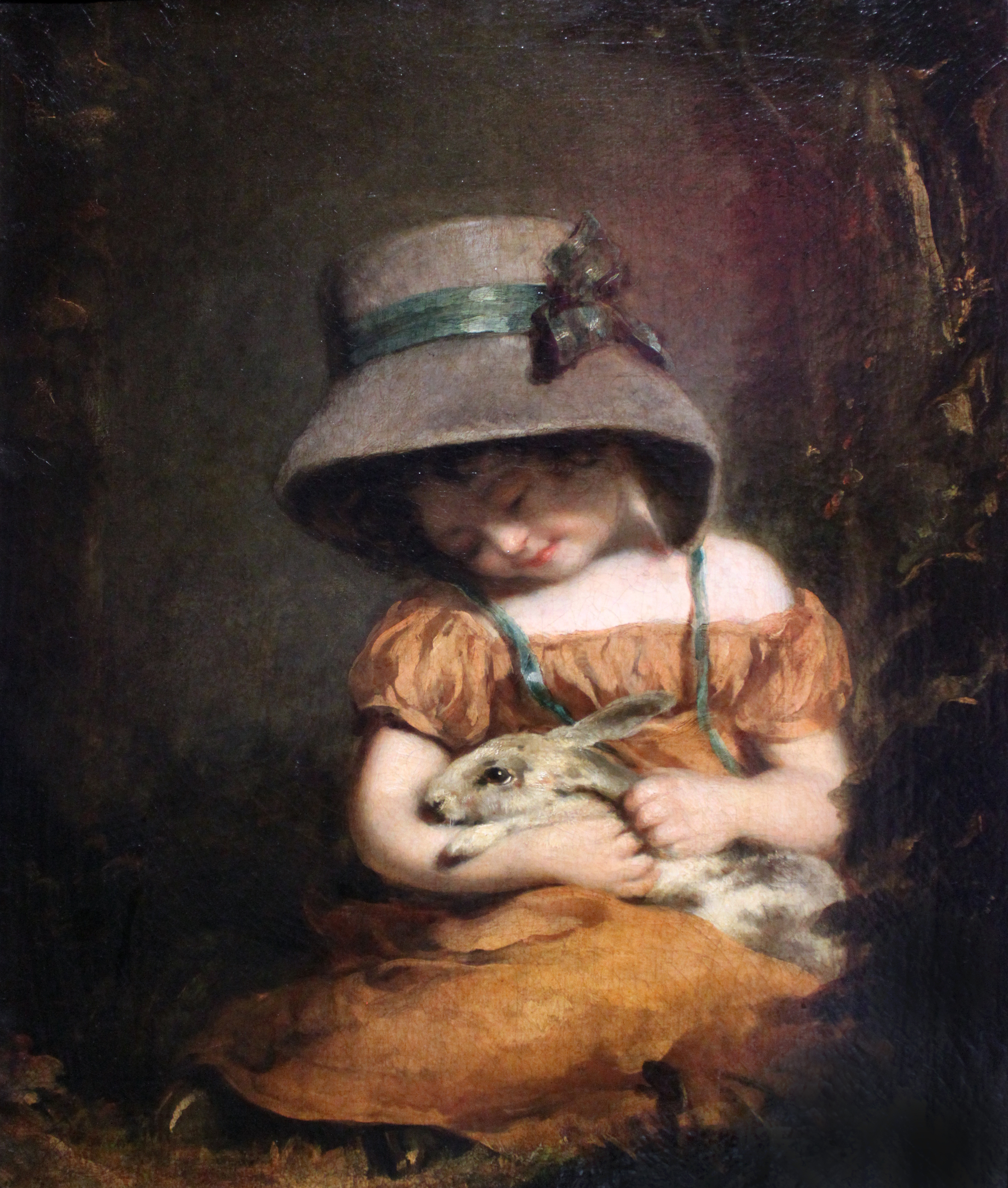
Дівчина з кроликом, 1800, Штедель
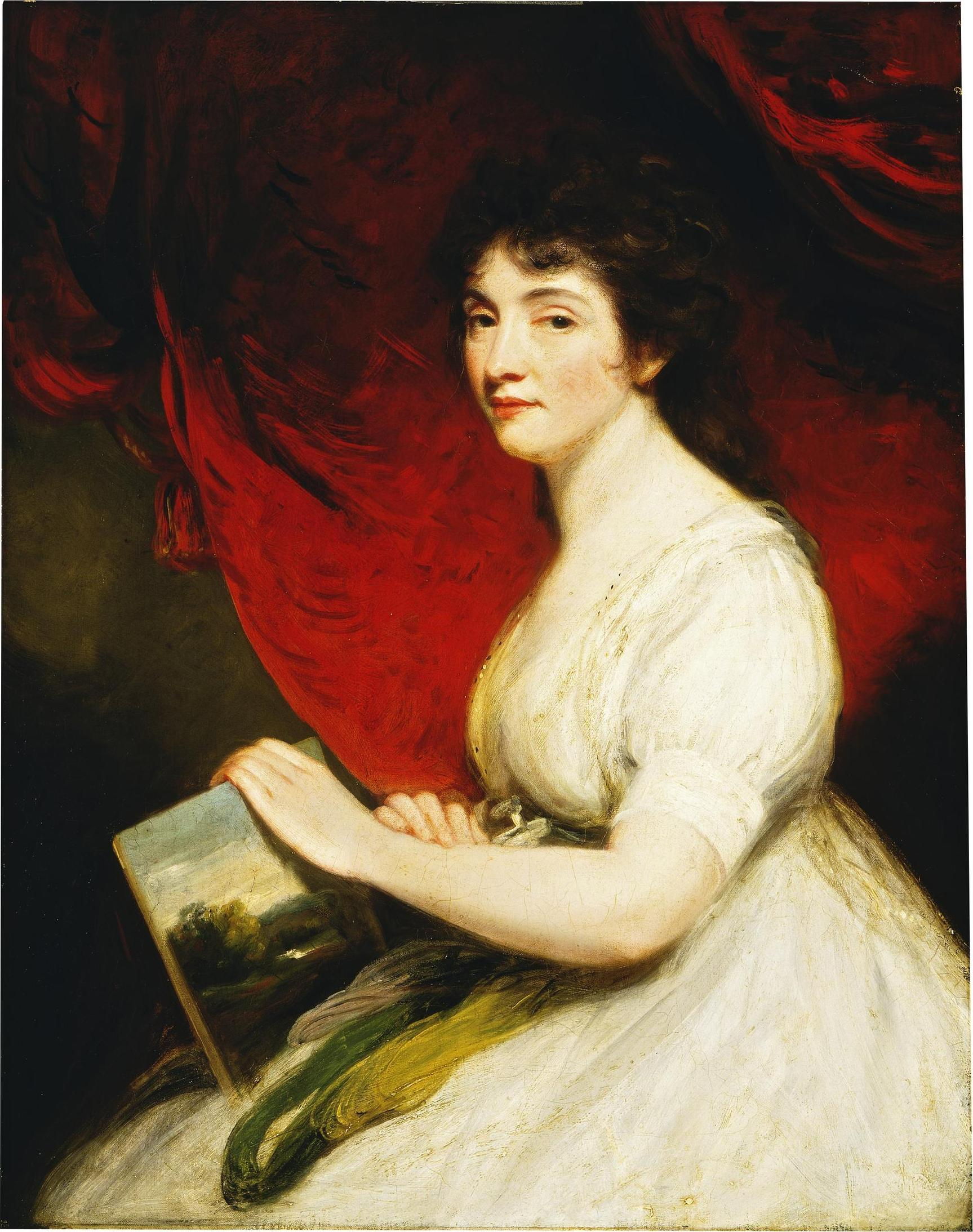
«Місс Мері Лінвуд», бл. 1800
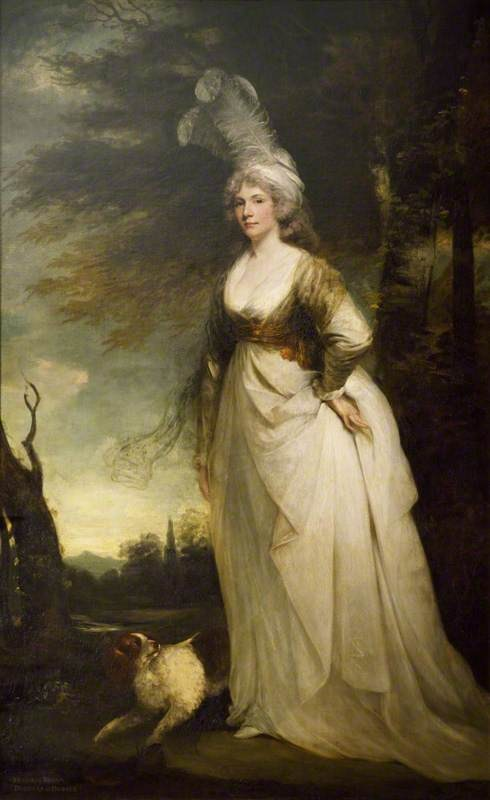
Дж. Хопнер. «Арабелла Діана Коуп, княгиня Дорсет», кінець 18 ст.